# Depressotrella modulata
Depressotrella modulata är en insektsart som beskrevs av Andrej Vasiljevitj Gorochov 2005. Depressotrella modulata ingår i släktet Depressotrella och familjen syrsor. Inga underarter finns listade i Catalogue of Life.